# Deepak Chopra
Deepak Chopra (दीपक चोपड़ा; Nuova Delhi, 22 ottobre 1947) è uno scrittore e medico indiano, autore di saggi "New Age".

## Biografia
Scrittore prolifico, professore universitario e medico, Deepak Chopra ha all’attivo oltre 75 best seller, con oltre 20 milioni di copie vendute in tutto il mondo e tradotte in ben 30 lingue. Tra i libri di Deepak Chopra più noti ricordiamo: ‘Le 7 leggi spirituali del successo’, ‘La Pace è la Via’, ‘La via della prosperità’, ‘Il Potere, la Libertà e la Grazia’, ‘La mia via al Benessere’, ‘Spiritual Solutions’ e altre nuove uscite.
Ha raggiunto la fama nel 1981, dopo essere divenuto uno dei leader del movimento della meditazione trascendentale, che ha poi lasciato nel 1993, creando una tecnica alternativa chiamata meditazione del suono primordiale. Nel 1995 il Dr. Chopra ha inaugurato un suo Centro per il Benessere (The Chopra Center for Well Being) e offre una grande varietà di programmi di medicina mente-corpo e sviluppo personale, individuali e di gruppo; programmi che integrano il meglio della medicina occidentale e delle medicine naturali tradizionali offrendo un fresco approccio alle moderne esigenze della salute.
Nel 1998 gli è stato assegnato il premio Ig Nobel per la fisica per la sua personalissima interpretazione della fisica quantistica e della sua applicazione alla vita, alla medicina, alla libertà e alla ricerca della felicità economica.

## Opere
Ha scritto oltre 50 libri in inglese, di cui molti tradotti in italiano (editi soprattutto dalla Sperling & Kupfer), su diversi argomenti riguardanti i rapporti mente-corpo e la spiritualità.
Tra questi:
- Il guaritore interno (1988), poi ripubblicato col titolo Guarirsi da dentro (1992)
- Benessere totale (1993)
- Corpo senza età, mente senza tempo (1994)
- Le sette leggi spirituali del successo (1994)
- Mente giovane, corpo intelligente (2002)
- Le coincidenze (2003)
- You Are the Universe, 2017